# Canal de Cannaregio
El Canal de Cannaregio (en italiano: Canale di Cannaregio) es uno de los canales más importantes de Venecia (Véneto, Italia). Une el Gran Canal con la zona noroeste del sestiere de Cannaregio, entre las fondamenta de San Giobbe y las fondamenta de Sacca San Girolamo.
Por sus dimensiones superiores a las de los canales normales del centro histórico, el canal puede ser atravesado, además de por pequeñas embarcaciones, también por los barcos de la ACTV.

## Arquitectura

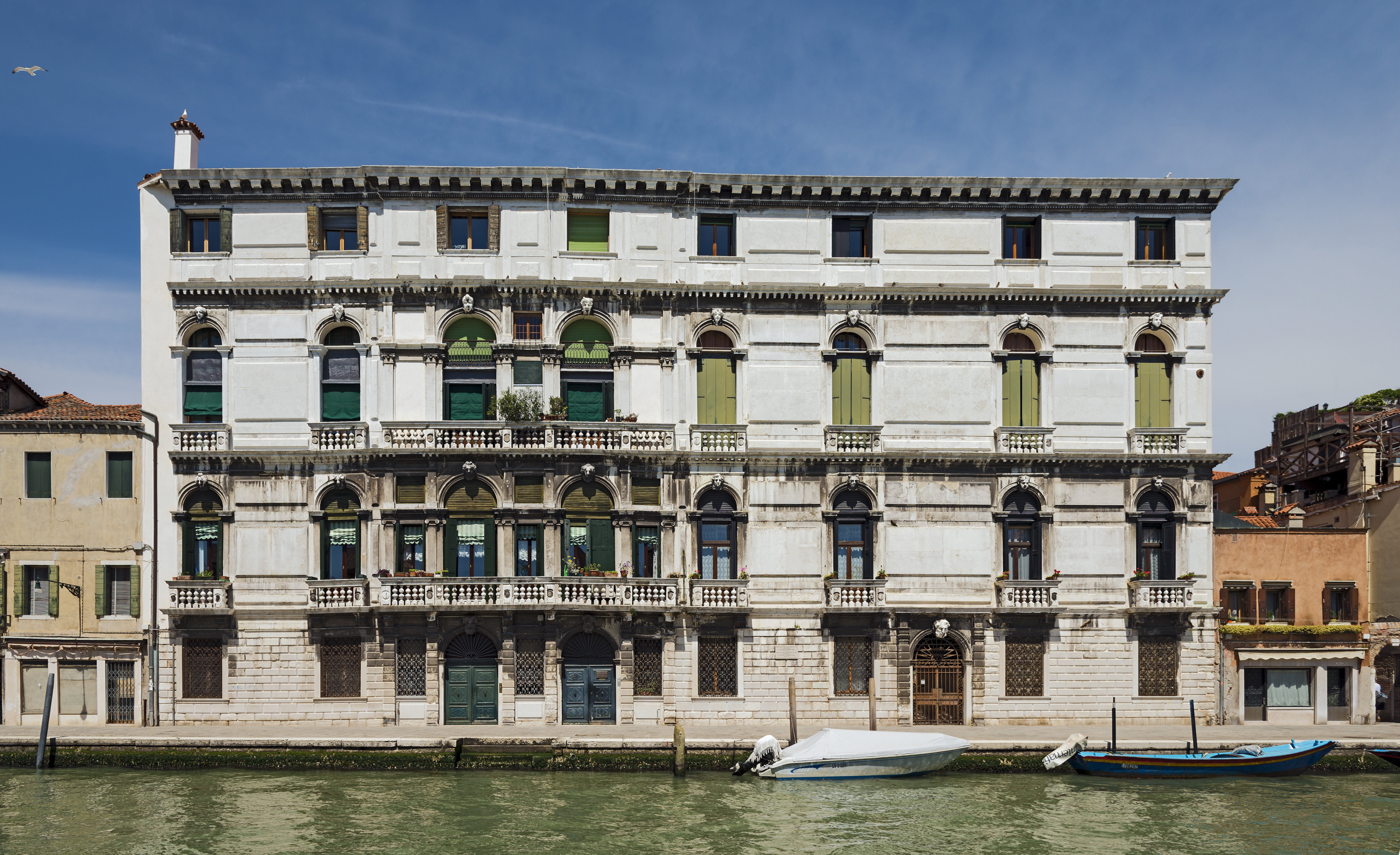
El Palazzo Surian Bellotto.

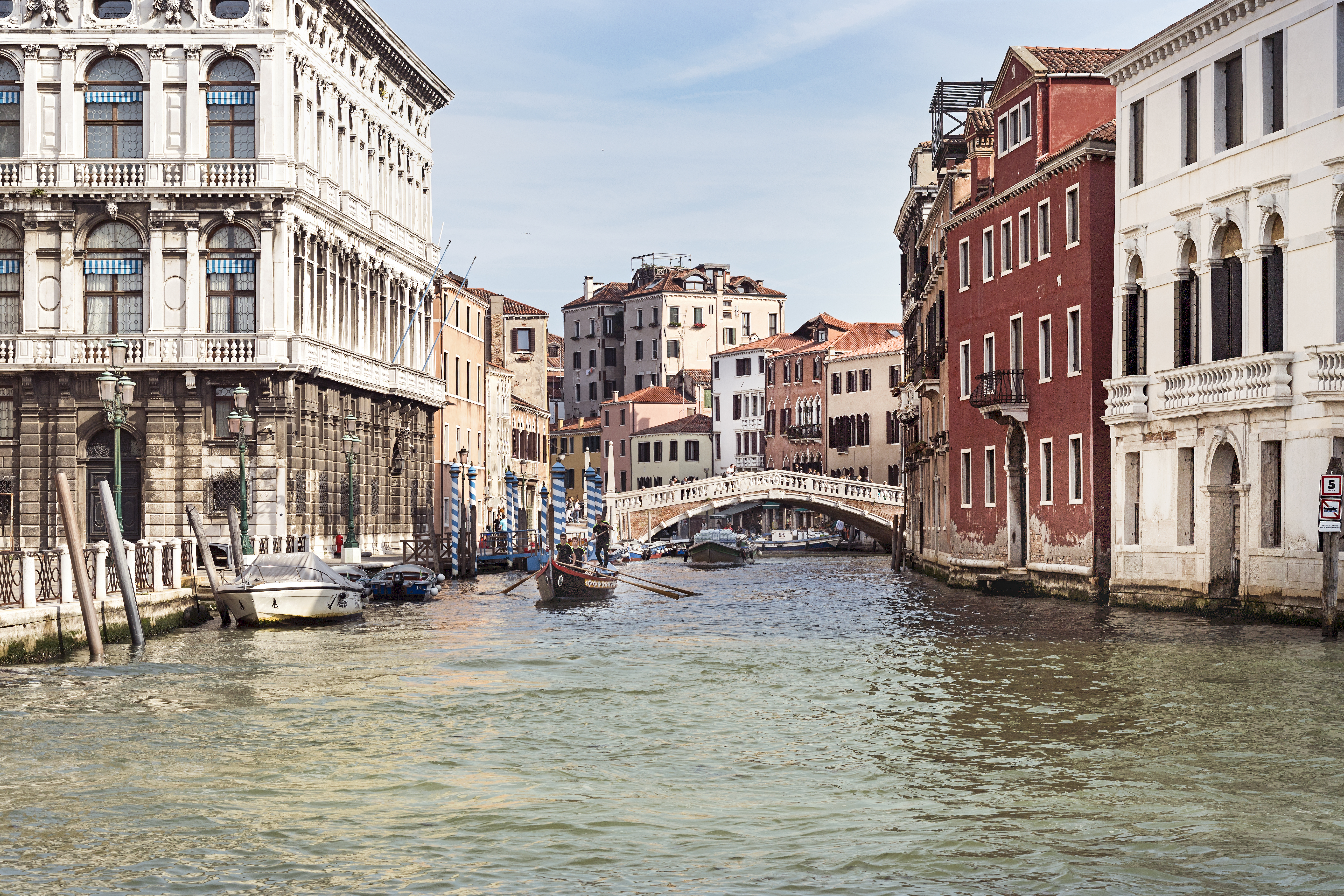
La desembocadura en el Gran Canal; a la izquierda el Palazzo Labia y la estatua de Morlaiter.

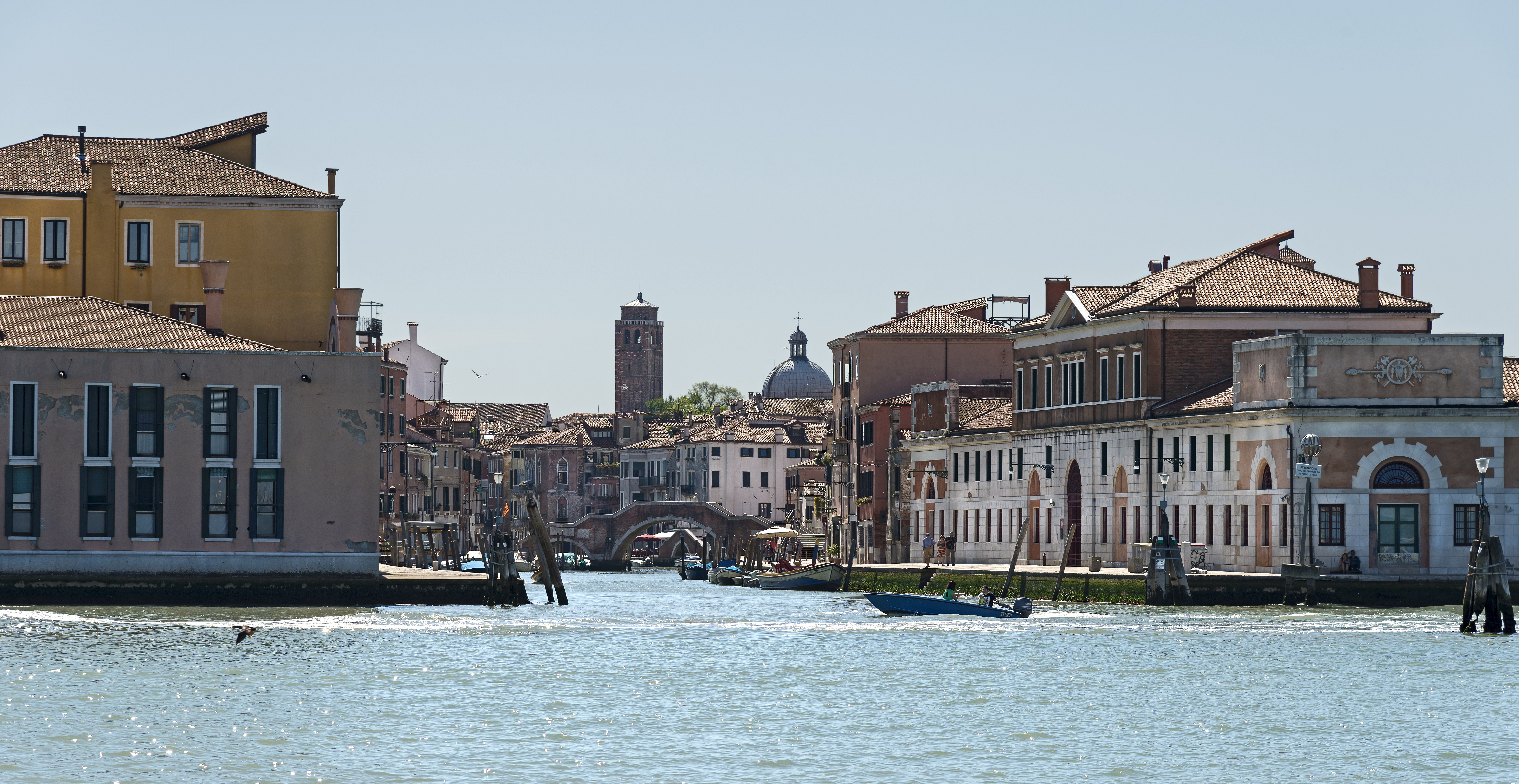
La desembocadura en la laguna.

Son muy importantes los dos puentes que atraviesan el canal, entre los más emblemáticos y grandes de la ciudad: el Ponte delle Guglie, del siglo XVI, el único adornado por pináculos, y el Ponte dei Tre Archi, único puente de Venecia que tiene más de un arco.
En la orilla oeste del Canal de Cannaregio, en la desembocadura en el Gran Canal, hay una estatua que representa a San Juan Nepomuceno, obra de Giovanni Maria Morlaiter.
Las dos fondamenta que hay a los lados del canal tienen muchas fachadas de valor arquitectónico: entre todas ellas, destaca el Palazzo Labia, situado en la intersección con el Canal Grande, pero también son dignos de mención el Palazzo Priuli Venier Manfrin, el Palazzo Savorgnan, el Palazzo Bonfadini Vivante, el Palazzo Testa y el Palazzo Surian Bellotto.
Además de los palacios, se deben de mencionar las iglesias que se erigen en el canal: Santa Maria dei Penitenti y su convento, San Giobbe (que da al canal el lado izquierdo) y San Geremia (con una de sus dos fachadas).